# أمريكيون سوريون
الأمريكيون السوريون هم المواطنون الأمريكيون من أصل سوري. ويرجع أصلهم لعرقيّات مختلفة منها العرب والسريان والأكراد والشركس والأرمن. يُعتَقَد أن أول موجة من المهاجرين السوريين قد وصلت إلى الولايات المتحدة عام 1880 وقد استقر العديد من أوائل المهاجرين السوريين في مدن نيويورك وبوسطون وديترويت. توقّفت الهجرة من سوريا إلى الولايات المتحدة مدّة طويلة بعد أن أقر الكونغرس في الولايات المتحدة قانون الهجرة لعام 1924 مما أدى إلى الحد من الهجرة إلى الولايات المتحدة بشكل عام، لكن بعد إقرار قانون الهجرة لعام 1965 أُلغِي قانون تحصيص نِسَب الهجرة فشهدت الهجرة من سوريا إلى الولايات المتحدة طفرة، فما يقدر بـ 64600 من السوريين هاجروا إلى الولايات المتحدة بين عامي 1961 و2000.
كانت الغالبية العظمى من المهاجرين السوريين إلى الولايات المتحدة بين عامي 1880-1960 من المسيحيين بالإضافة إلى أقلية من اليهود والمسلمين، في حين أن السوريين المسلمين وصلوا إلى الولايات المتحدة بصورة رئيسية بعد عام 1965. وفقا لتعداد الولايات المتحدة 2000، يوجد في الولايات المتحدة مليون امريكي من أصل سوري وهو ما يشكل حوالي 12٪ من السكان العرب في الولايات المتحدة.

## التاريخ

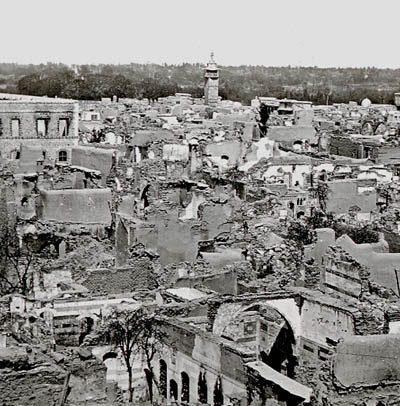
الحي المسيحي مدمرًا في دمشق عام 1860 إثر الفتنة الطائفية الكبرى التي بدأت في جبل لبنان

وصل أول المهاجرين السوريين إلى الولايات المتحدة من سوريا العثمانية في الفترة ما بين 1889 و 1914. :303 جاء معظمهم من قرى مسيحية قُرب جبل لبنان، بينما كان حوالي 5-10٪ من الطوائف الإسلامية مختلفة. كما كان هناك عدد قليل من الفلسطينيين. وفقًا للمؤرخ فيليب حتي، وصل ما يقرب من 900000 سوري إلى الولايات المتحدة بين عامي 1899 و 1919. ما يقدر بنحو 1,000 سوري قد أتوا سنويًا من دمشق وحلب، في الفترة ما بين 1900 و 1916. استقر المهاجرون الأوائل بشكل رئيسي في شرق الولايات المتحدة، في مدن نيويورك وبوسطن وديترويت وباترسون. حتى عام 1899، كان جميع المهاجرين من الدولة العثمانية مسجلين كـ «أتراك» عند دخولهم الولايات المتحدة. بينما عندما أصبحت تسمية «سوريين» متاحة في مطلع القرن 20،:304 وصل 3708 مهاجر تم تسجيلهم كسوريين، مقابل 28 فقط من الأتراك. في عشرينيات القرن العشرين، بدأ غالبية المهاجرين من جبل لبنان يشيرون إلى أنفسهم على أنهم «لبنانيون» بدلاً من «سوريون».
كان السوريون، مثل معظم المهاجرين إلى الولايات المتحدة، متحمسين لتحقيق حلم الارتياح الاقتصادي في الولايات المتحدة. هاجر العديد من المسيحيين السوريين إلى الولايات المتحدة بحثًا عن الحرية الدينية والهروب من الهيمنة العثمانية، والهروب من المذابح والصراعات الدموية التي استهدفت المسيحيين على وجه الخصوص، بعد الحرب الأهلية في سوريا عام 1860 ومذابح عامي 1840 و 1845 والإبادة الجماعية للآشوريين. عاد الآلاف من المهاجرين إلى سوريا بعد كسب المال في الولايات المتحدة. نقلَ هؤلاء المهاجرون عدّة حكايات عن الحياة الأمريكية ألهمت المزيد من السكان للهجرة. كما أرسل العديد من الذين يعيشون في الولايات المتحدة دعوات لأقاربهم ليلتحقوا بهم.
على الرغم من أن عدد المهاجرين السوريين لم يكن كبيرا، فقد وضعت الحكومة العثمانية قيودًا على الهجرة من أجل الحفاظ على السكان في سوريا الطبيعية. أقر الكونغرس الأمريكي قانون الهجرة لسنة 1924، الذي قلل إلى حد كبير من الهجرة السورية إلى الولايات المتحدة. لكن تمت إزالة القيود بموجب قانون الهجرة لعام 1965، الذي فتح الأبواب مرة أخرى للمهاجرين السوريين. هاجر 4600 سوري إلى الولايات المتحدة في منتصف الستينيات. بسبب الصراع العربي الإسرائيلي، والحكم البعثي العسكري، ونشاط الحركات الإسلاميّة المتشددة في سوريا خلال هذه الفترة، هاجر العديد من السوريين إلى الولايات المتحدة بحثًا عن ملاذ ديمقراطي حر متسامح دينيًا. هاجر ما يقدر بـ 64,600 سوري إلى الولايات المتحدة في الفترة بين عامي 1961 و 2000، تم تسجيل 10٪ منهم كلاجئين.

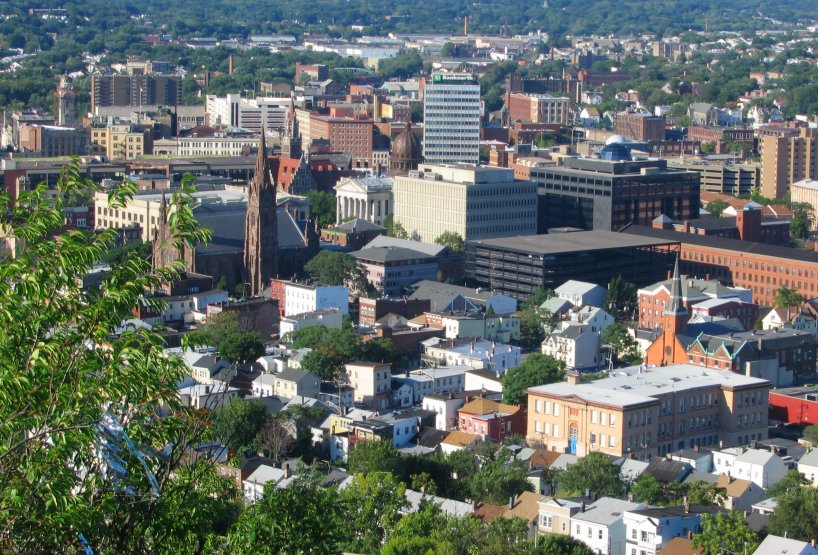
تعتبر مدينة باترسون في نيوجيرسي، وبالأخص حي رام الله الصغير وجهة شعبية متزايدة للسوريين وموطن ثاني أكبر عدد من السكان الأمريكيين السوريين، بعد مدينة نيويورك.

وفقًا لتعداد الولايات المتحدة لعام 2000، هناك 142,897 أمريكيًا من أصل سوري يعيشون في الولايات المتحدة. تضم مدينة نيويورك أعلى نسبة تركيز للأمريكيين السوريين في الولايات المتحدة. المناطق الحضرية الأخرى، بما في ذلك باترسون، ألينتاون، بوسطن، ديربورن، نيو أورلينز، توليدو، سيدار رابيدز وهيوستن تحوي عدد كبير من السكان السوريين. يوجد العديد من السوريين أيضًا في كاليفورنيا الجنوبية (أي مناطق لوس أنجلوس وسان دييغو) وأريزونا، والعديد منهم أحفاد للعمال والمزارعين الذين أتوا للعمل في أوائل القرن العشرين. يوجد في ناشفيل أكبر عدد من الأكراد في الولايات المتحدة، حيث يهاجر الكثير منهم من سوريا. العديد من المهاجرين السوريين الجدد هم أطباء درسوا في جامعات دمشق وحلب وتابعوا إقامتهم أو اختصاصهم في الولايات المتحدة.

## الدين
وصل المسيحيون السوريون إلى الولايات المتحدة في أواخر القرن التاسع عشر. معظم الأمريكيين المسيحيين السوريين هم من الروم الأرثوذكس. هناك أيضًا الكثير من الكاثوليك الذين يتبعون الكنائس الشرقية، مثل الكنيسة المارونية، كنيسة الروم الملكيين الكاثوليك، كنيسة الأرمن الكاثوليك، الكنيسة السريانية الكاثوليكية والكنيسة الكلدانية الكاثوليكية. توجد قلّة من المسيحيين السوريين البروتستانت. هناك أيضًا مسيحيون يتبعون كنيسة المشرق الآشورية وكنيسة المشرق القديمة. تأسست أول كنيسة سورية في بروكلين بنيويورك عام 1895 من قبل القديس رافائيل. يوجد حاليًا المئات من الكنائس الأرثوذكسية الشرقية في الولايات المتحدة.
أنشأت الموجة الأولى من المسيحيين السوريين تسعين كنيسة تتبع لمختلف الطوائف في جميع أنحاء البلاد بحلول عام 1920، مما أدى إلى ظهور تناقضات صارمة بينها وبين الطقوس التقليدية للمسيحيين الأمريكيين. :311 يكتب المؤرخ ناف أنه في الوقت الذي هدد فيه الشتات العالمي الواسع الهوية السورية، أصبح الحفاظ على تقاليده الدينية مهمًا بشكل متزايد. :241–247
وصل المسلمون السوريون إلى الولايات المتحدة بشكل رئيسي بعد عام 1965. معظمهم من طائفة أهل السنة والجماعة. وكانت غالبيتهم عرب مع أعداد أقل من الأكراد والتركمان. ثاني أكبر طائفة إسلامية في سوريا هي الطائفة العلوية. معظم السوريين العلويين الذين يهاجرون إلى الولايات المتحدة يأتون من المناطق الريفية في محافظة اللاذقية. وجد المسلمون السوريون في كثير من الأحيان صعوبة في ممارسة دينهم في الولايات المتحدة. على سبيل المثال، يجادل بعض المسلمين، الذين تتطلب طقوسهم الصلاة خمس مرات في اليوم، بعدم وجود مساجد كافية في الولايات المتحدة.
الموحدون الدروز يشكلون ثالث أكبر مجموعة دينية في سوريا. كان معظم المهاجرين السوريين الدروز يعملون في المحال التجارية.
وصل اليهود السوريون لأول مرة إلى الولايات المتحدة حوالي عام 1908 واستقروا غالبًا في نيويورك. يُقدّر عدد أبناء الجالية اليهودية السورية بحوالي 50,000.

## السياسة
لم يكن للسوريون الأوائل الذين وصلوا إلى الولايات المتحدة أي انتماءات سياسيية. أصبح رجال الأعمال بعد ذلك من الجمهوريين، بينما كان العمّال في الغالب من الديمقراطيين. كان الجيل الثاني من الأمريكيين السوريين أول من انتُخب لمناصب سياسية. في ضوء الصراع العربي الإسرائيلي، حاول العديد من الأمريكيين السوريين التأثير على السياسة الخارجية الأمريكية من خلال الانضمام إلى الجماعات السياسية العربية في الولايات المتحدة. في أوائل السبعينيات، تم تشكيل الرابطة الوطنية للأمريكيين العرب لإلغاء الصور النمطية العنصرية المرتبطة بالعرب في وسائل الإعلام الأمريكية. كان السوريون أيضًا جزءًا من المعهد العربي الأمريكي، الذي تأسس في عام 1985، والذي يدعم ويشجع المرشحين العرب الأمريكيين، أو المرشحين الذين يتعاطفون مع العرب والأمريكيين العرب، للوصول إلى المناصب السياسية. تعود أصول ميتش دانييلز، الذي شغل منصب حاكم إنديانا في الفترة من 2005 إلى 2013، إلى السوريين الذين هاجروا من حمص.

## الثقافة

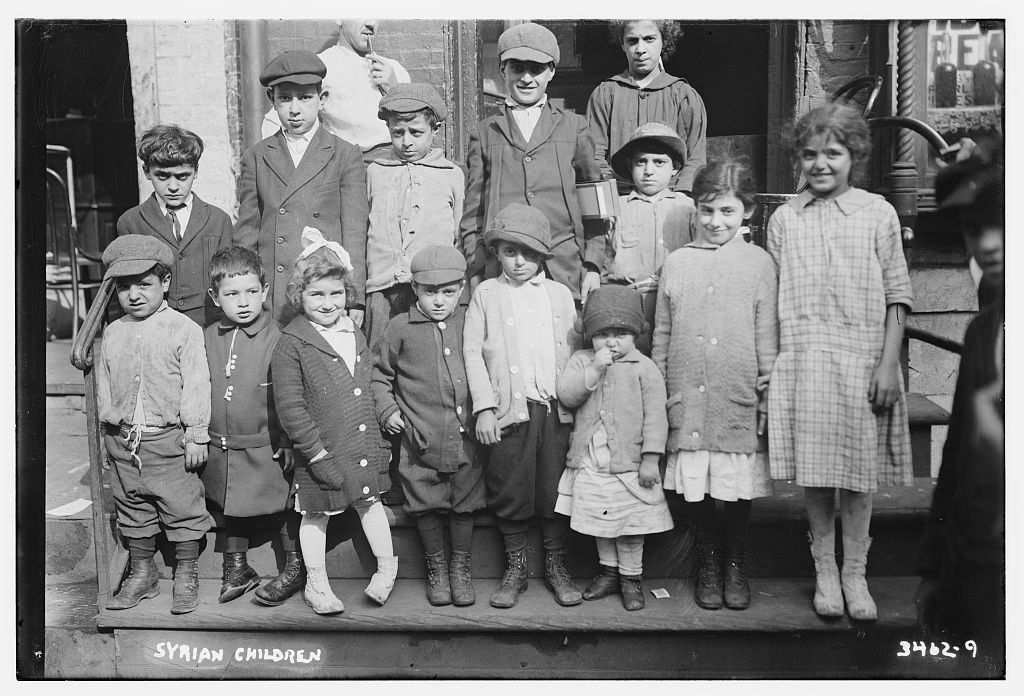
أطفال مهاجرون سوريون في مدينة نيويورك

يقدّر السوريون الروابط الأسرية القوية. على عكس الشباب الأمريكيين، يجد الشباب السوريون أن ترك عائلاتهم غير ضروري لإقامة استقلالهم، لأن المجتمع السوري يركز بشكل كبير على المجموعة بدلاً من الفرد. يتميز السوريون برحمتهم وحنانهم وأخلاقهم التي تعتبر جزء لا يتجزأ من الحياة السورية. لكن تضاءلت الكثير من التقاليد السورية مع مرور الوقت، ويرجع ذلك إلى وتيرة الحياة السريعة في أمريكا مما يشجع الاستقلال الفردي.

### المطبخ

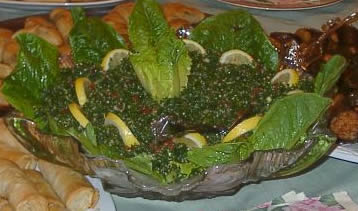
طبق تبولة مزخرف

هناك العديد من الأطباق السورية التي أصبحت شائعة في الولايات المتحدة. على عكس العديد من الأطعمة الغربية، تستغرق الأطعمة السورية وقتًا أطول في الطهي، وهي أقل تكلفة وأكثر صحة في العادة. ومن الأمثلة على هذه الأطباق، الحمص وبابا غنوج. تشمل السلطات السورية الشعبية التبولة والفتوش. ويشمل المطبخ السوري أطباق أخرى مثل الكوسى المحشيّة بالأرز، وورق العنب، كباب، الكبة النيئة، المجدرة، الشاورما، والشنكليش. غالبًا ما يقدم السوريون مجموعة مختارة من المقبلات، تُعرف بالمزّة. المشروب السوري الشهير هو مشروب العرق الكحولي. تعدّ الالبقلاوة أحد أهم الحلويات التي يصنعها السوريون، وهي مصنوعة من رقائق عجين مليئة بالمكسرات المفرومة المنقوعة في العسل. كانت هيلين كوري واحدة من أوائل الأمريكيين السوريين الذين قاموا بالتعريف المأكولات الشامية في الشرق الأوسط، والتي نشرت الكتاب الأكثر مبيعاً فن الطبخ السوري في عام 1962.

### الموسيقى

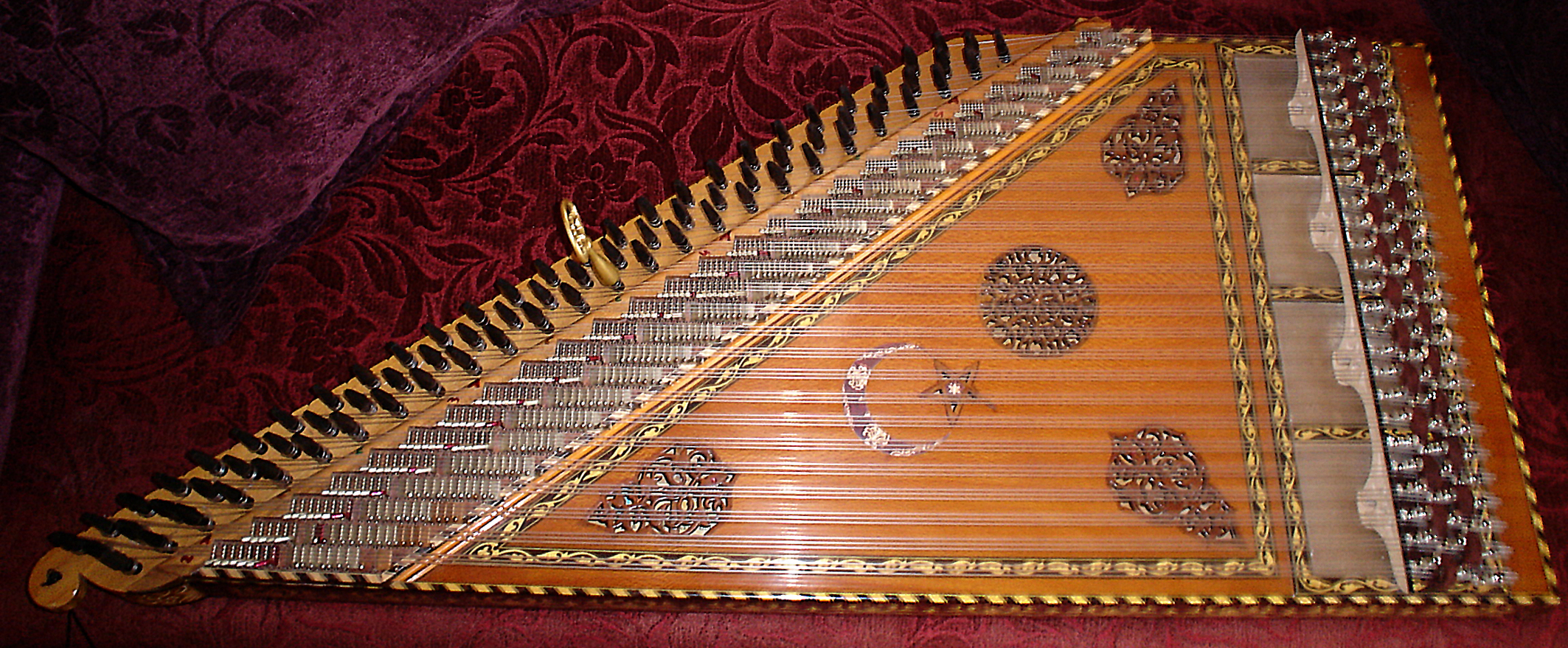
آلة القانون

تشمل الموسيقى السورية عدة أنواع وأنماط من الموسيقى، تتراوح من الموسيقى الموسيقى العربية التقليدية إلى موسيقى البوب العربية، ومن الموسيقى العلمانية إلى الدينية. تتميز الموسيقى السورية بالتركيز على اللحن والإيقاع. هناك بعض أنواع الموسيقى السورية متعددة النغمات، ولكن عادةً ما تكون معظم الموسيقى السورية والعربية متجانسة. تُعرف فرقة الموسيقى العربية النموذجية في مصر وسوريا باسم التخت، وتعتمد على عدد من الآلات الموسيقية مثل العود، القانون، الربابة، الناي، الكمان، الرق والطبلة.
لكن حديثًا أصبحت الموسيقى السورية تحوي آلات وتقنيات غربية، بما في ذلك الغيتار الكهربائي، التشيلو، المزمار، كما تأثرت بموسيقى الجاز وأنماط موسيقية أجنبية أخرى.  

### اللباس التقليدي
اللباس التقليدي ليس شائعًا جدًا لدى الأمريكيين السوريين، ولا حتى عند السوريين المعاصرين. الملابس الغربية الحديثة منتشرة في كل من سوريا والولايات المتحدة. يرتدي بعض الرحال الذين يعملون في الرقص والغناء الشروال، وهو سروال مطاطي فضفاض. ترتدي بعض النساء السوريات المسلمات الحجاب بمختلف أنواعه.

### الأعياد
يحتفل الأمريكيون السوريون بالعديد من الأعياد الدينية، حيث يحتفل المسيحيون منهم بمعظم الأعياد المسيحية مثل باقي الأمريكيين، ولكن لأن معظم السوريين هم من الروم الأرثوذكس، فهم يحتفلون بعيد الفصح في يوم أحد مختلف عن معظم الأمريكيين الآخرين، بسبب اختلاف التقويمين الشرقي والغربي. يحتفل المسلمون الأمريكيون السوريون بثلاثة أعياد رئيسية: شهر رمضان وعيد الفطر وعيد الأضحى. يحتفل اليهود السوريون بالأعياد اليهودية المختلفة، مثل روش هاشناه ويوم الغفران وعيد الفصح اليهودي.
لا يزال قليل من السوريين يحتفلون بعيد استقلال سوريا، في 17 أبريل. وكمواطنين أمريكيين، يحتفل العديد من السوريين بالأعياد الأمريكية مثل ويوم الاستقلال وعيد الشكر.

### الزواج
يفضل العديد من السوريين الأمريكيين العلاقات التقليدية ويكرهون العلاقات غير الرسمية، وخصوصًا المسلمين إذ يحتاجون لمعاشرة الشريك الآخر مدة كافية ليعتادا على العيش مع بعضهما البعض. بعد هذه الفترة الزمنية، يتم الزفاف ويكمل الزواج. يميل المسلمون إلى الزواج من مسلمين آخرين فقط، ولكنهم يميلون إلى أن يكونوا ديناميكيين حيث يصعب العثور على مسلمين سوريين آخرين مناسبين، لذا تزوج العديد من المسلمين السوريين، أمريكيين مسلمين آخرين.
عادة ما تكون علاقات الزواج عند السوريين قوية للغاية. ويتجلى ذلك في انخفاض معدلات الطلاق بين الأمريكيين السوريين، والتي هي أقل من المعدلات المتوسطة في الولايات المتحدة. بشكل عام، يميل الزوجان عند السوريين إلى إنجاب أطفال أكثر من الأمريكيين العاديين، ويميلان أيضًا إلى إنجاب أطفال في المراحل المبكرة من زواجهما. وفقًا لتعداد الولايات المتحدة لعام 2000، كانت 62٪ تقريبًا من الأسر الأمريكية السورية أسرًا متزوجة.

## الاندماج
أغلب السوريين المهاجرين الأوائل عملوا بدايةً كباعة متجوّلين، لكن ملابسهم التقليدية الغريبة أثارت نوع من كراهية الأجانب تجاههم وسرعان ما استجابوا للثقافة الجديدة، فخلال الخدمة العسكريّة بالحربين العالميّتين أصبح من المتعذّر تمييز الأمريكيين من السوريين الأصل بعد أن غيّر أغلبهم اسماءهم إلى أسماء مسيحيّة شائعة.

## العمل
وصل غالبية المهاجرين السوريين الأوائل إلى الولايات المتحدة بحثًا عن وظائف أفضل. وعادةً ما عملوا في التجارة الأساسية. وجد الباعة السوريون وظائفهم مريحة لأن البيع بالتجزئة يتطلب قليلًا من التدريب ومفرداتٍ متواضعة. كان بعضهم يعمل في بيع منتجات الشركات الصغيرة. كان البائعون السوريون يتاجرون في الغالب بالسلع الجافة، وخاصة الملابس. ساعدت شبكات التجار والبائعين السوريين عبر الولايات المتحدة في توزيع أماكن إقامة المواطنين السوريين. بحلول عام 1902، كان هناك سوريون يعملون في سياتل بواشنطن.  كان معظم هؤلاء الباعة ناجحين، ومع مرور الوقت، وبعد جمع ما يكفي من رأس المال، أصبح بعضهم مستوردين وتجار جملة، وقاموا بتوظيف الوافدين الجدد وتزويدهم بالبضائع. بحلول عام 1908، كانت هناك 3000 شركة مملوكة لسوريين في الولايات المتحدة. وبحلول عام 1910، ظهر أول المليونيرات السوريين.
بدأ السوريون تدريجياً في العمل في مختلف المجالات. عمل الكثيرون كأطباء ومحامين ومهندسين. عمل العديد من السوريين أيضًا في صناعة السيارات. عمل المهاجرون السوريون فيما بعد في مجالات مثل المصارف والطب وعلوم الكمبيوتر. للسوريين توزيع مهني مختلف عن جميع الأمريكيين. بحسب تعداد عام 2000، كان 42٪ من السوريين يعملون في الأعمال الحرفية، مقارنة بـ 34٪ من نظرائهم في إجمالي السكان، بالإضافة إلى ذلك، كان العاملون السوريون في المحال التجارية أكثر من نظرائهم الأمريكيين. بينما عمل السوريون أقل في مجالات أخرى مثل الزراعة والنقل والبناء وما إلى ذلك من جميع العمال الأمريكيين. وفقًا للجمعية الطبية الأمريكية والجمعية الطبية السورية الأمريكية، هناك ما يقدر بـ 4000 طبيب سوري ممارس في الولايات المتحدة يمثلون 0.4٪ من القوى العاملة الصحية و 1.6٪ من خريجي الطب الدوليين. ومع ذلك، فإن العدد المبلغ عنه من الأطباء لا يشمل أبناء الجيلين الثاني والثالث من المهاجرين السوريين، وبالتالي يُقدّر أن 10000 طبيب سوري يعملون في الولايات المتحدة.
يُعتبر كذلك متوسط دخل الأسر السورية أعلى من متوسط الدخل الوطني، حيث حصل الرجال السوريون العاملون على متوسط 46,058 دولارًا سنويًا، مقارنة بـ 37,057 دولارًا لجميع الأمريكيين و 41,687 دولارًا للعرب الأمريكيين. كما أن للعائلات السورية متوسط دخل أعلى من جميع العائلات الأمريكية الأخرى، ومعدلات فقر أقل من تلك الخاصة بباقي السكان.

## التعليم

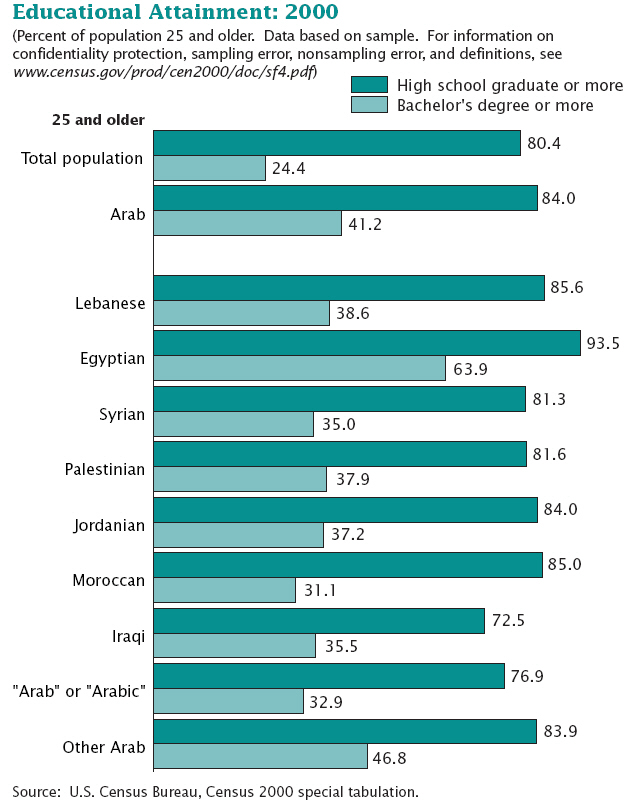
35٪ من السوريين الذين تبلغ أعمارهم 25 عامًا أو أكثر حاصلون على درجة البكالوريوس أو ما هو أعلى، مقارنة بـ 24.4٪ من جميع الأمريكيين

لطالما كان للسوريين، بمن فيهم المهاجرون الأوائل، مكانة عالية في التعليم. مثل العديد من الأمريكيين الآخرين، ينظر الأمريكيون السوريون إلى التعليم باعتباره ضرورة. بشكل عام، السوريون والعرب الأمريكيون الآخرون أكثر تعليما من الأمريكيين العاديين. في تعداد عام 2000، أُفيد أن عدد السوريين الحاصلين على درجة البكالوريوس أو أعلى، يساوي مرة ونصف من عدد الأمريكيين الحاصلين عليها. يعمل العديد من الأمريكيين السوريين الآن كمهندسين وعلماء وصيادلة وأطباء.

## لغة
يتحدث غالبية الأمريكيين السوريين العربية الفصحى بطلاقة، في حين تُستخدم اللهجة السورية بفروعها في المحادثات اليومية بين السوريين. نتيجة الاغتراب، فقدت العديد من العائلات السورية القديمة تقاليدها اللغوية لأن العديد من الآباء لا يعلمون أطفالهم اللغة العربية. يظهر تعداد عام 2000 أن 79.9٪ من الأمريكيين السوريين يتحدثون الإنجليزية «بشكل جيد للغاية». بالإضافة لذلك توجد مدارس خاصة في جميع أنحاء الولايات المتحدة تقدّم دروسًا في اللغة العربية. كما توجد بعض الكنائس الأرثوذكسية الشرقية التي تقدم خدمات لتعليم العربية. تننشر بين السوريين أيضًا عدّة لغات إثنيّة مثل الآرامية، الأرمنية والكردية.